# 莉萨·克莱因

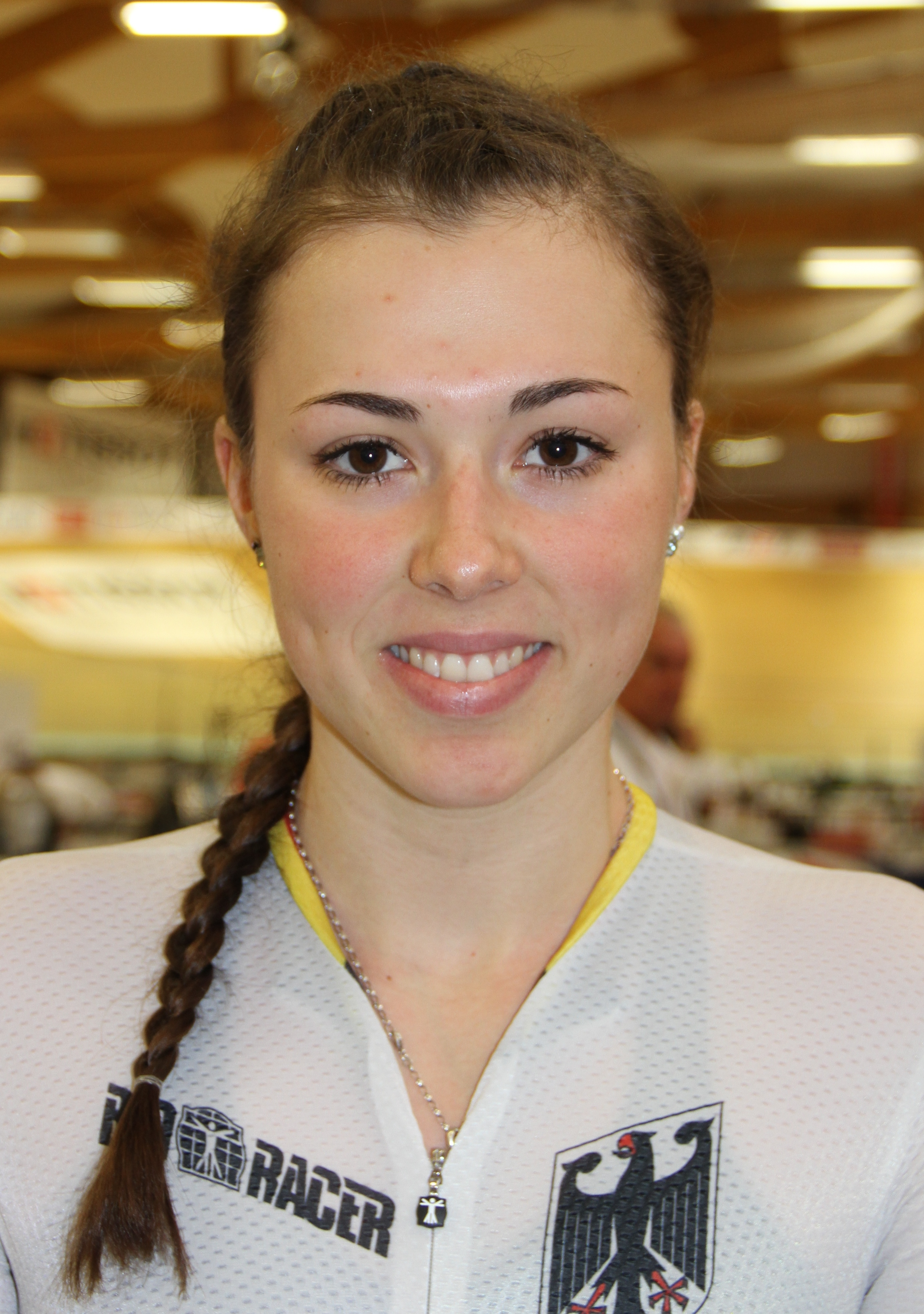
莉萨·克莱因

莉萨·克莱因（德語：Lisa Klein，1996年7月15日—）是一名德国女子职业自行车运动员，2018年开始为Canyon–SRAM效力。她曾在2020年世界场地自行车锦标赛上获得女子团体追逐赛季军。